# Manuel García Amigo
Manuel García Amigo (Fuentespreadas, província de Zamora, 2 d'octubre de 1933 - 26 de gener de 2012) va ser un jurista i polític espanyol. Es doctorà en Dret a la Universitat de Salamanca i a la d'Universitat de Bolonya. Durant molts anys ha estat catedràtic de dret civil de la Universitat Complutense, on actualment és professor emèrit. Ha escrit Derecho Civil de España (1997) amb Manuel Garcia Cobaleda.
A les eleccions generals espanyoles de 1982 fou elegit diputat d'Alianza Popular per la província de Saragossa. Al Congrés dels Diputats fou vocal la Comissió de Justícia i Interior (1982-1984) i vicepresident segon de la Comissió Constitucional (1982-1986). Fou elegit diputat a les eleccions al Parlament Europeu de 1987 i 1989. De 1992 a 1994 fou vicepresident del Grup del Partit Popular Europeu.